# A Ferreirúa
San Martiño da Ferreirúa és una parròquia del municipi gallec d'A Pobra do Brollón, a la província de Lugo. Limita amb les parròquies de Canedo, Óutara i San Pedro do Incio al nord, Ferreiros al sud i est, i Freituxe, Piño i Veiga a l'oest.
El 2015 tenia 137 habitants agrupats en 7 entitats de població: A Barxa, O Corral, A Ferreirúa de Abaixo, Marcón, Pacios de Veiga, O Pumar i Valdolide.
Entre el seu patrimoni destaquen l'església de San Martiño, l'església de Santa Eufemia de Pacios de Veiga, la Casa Gran de Marcón i el molí d'A Corredoira. Les festes se celebren després de Setmana Santa en honor de Sant Antoni.